# 池袋本町三丁目アパート内殺人事件
池袋本町三丁目アパート内殺人事件（いけぶくろほんちょうさんちょうめアパートないさつじんじけん）とは、2001年に発生した殺人事件である。警視庁の特命捜査対策室による初の摘発事件。

## 概要
2001年4月28日、東京都豊島区池袋本町3丁目のアパート2階で男性（当時66歳）が布団を被った状態で死んでいるのをアパートの大家が発見した。発見時、男性は正座したまま、つんのめるように倒れており、死後1週間以上経過していると見られた。
背中に刃物で刺された傷跡があったことから警視庁刑事部捜査第一課は殺人事件と断定して池袋警察署に特別捜査本部を設置した。
その後、2009年11月に警視庁の未解決の殺人事件などを専門に扱う特命捜査対策室が設置されると最新技術を用いて再捜査された。その結果、現場に遺留された血痕のDNA型とアパート隣の住宅に住む男のDNA型と一致した。
2010年9月28日、警視庁刑事部捜査第一課は男（当時56歳）を殺人容疑で逮捕した。特命捜査対策室による初の摘発事件となった。男は容疑を否認したが、東京地検は殺人罪で起訴した。

## 裁判経過
初公判で男は無罪を主張したが、その後の公判で、検察側から室内の血痕と男のDNA型が一致したと指摘されると一転して罪を認めた。男は被害者が部屋で飲酒して騒ぐことがあったといい、騒ぎ声に腹を立てたのが動機で2001年4月15日に部屋に侵入して心臓と背中をナイフで刺して殺害したと供述した。
2011年10月7日、東京地裁（伊藤雅人裁判長）は「被害者に落ち度があったとは言えず、短絡的に殺人を実行した刑事責任は重い」として懲役12年（求刑：懲役15年）の判決を言い渡した。